# Sociedad Botánica de Polonia

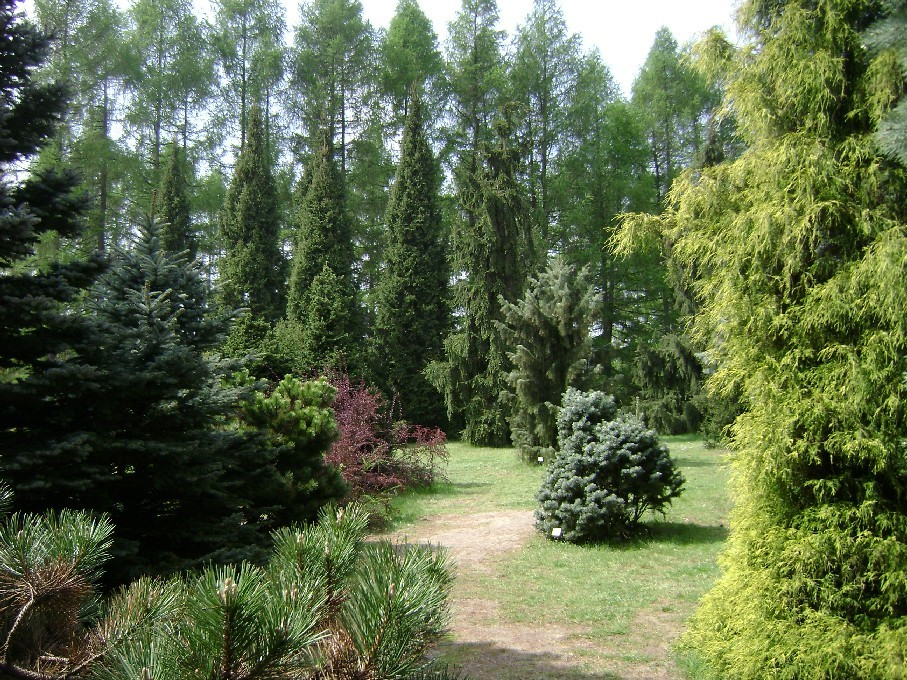
Jardín Botánico de Powsin, en Varsovia

La Sociedad Botánica de Polonia (PTB), es una sociedad científica fundada en abril de 1922 en el Congreso de los botánicos en Varsovia (el primer presidente fue el prof. Boleslaw Hryniewiecki). Su objetivo era contribuir al desarrollo de la ciencia botánica, mejorar continuamente el nivel científico, vinculando las necesidades científicas y culturales de la economía nacional y la difusión de los conocimientos botánicos. La sociedad edita revistas científicas y da medallas por logros científicos destacados en el campo de la botánica, de la promoción y monografías regionales.
Actualmente es Presidente el prof. Assoc. Elisabeth Romanowska del Departamento de Fisiología Molecular de Plantas, Universidad de Varsovia. Los órganos de gobierno de la Asociación son la Asamblea General de Delegados, Consejo Ejecutivo y la Mesa y la Comisión de Auditoría Jefe. La Asamblea General de Delegados es el órgano supremo de la Asociación y se reunirá al menos una vez cada tres años. La Sociedad opera con quince oficinas regionales y trece secciones especializadas. Posee más de 1.400 miembros regulares, de emergencia y de apoyo. Miembro de la Sociedad puede ser cualquier persona que esté interesado en el amplio sentido de la botánica, tanto profesional como amateur. El título de miembro honorario se da a destacados botánicos polacos y extranjeros.
Desde 1989 , la Sociedad Botánica de Polonia da a una medalla Władysława Szafera para autores que publicaron trabajos sobre botánica y que se caracteriza por un valor excepcional.
Los miembros del congreso de la sociedad se reúnen al cabo de cada tres años. Durante la existencia de la PTB tuvo un total de 55 reuniones.